# 289 (szám)
A 289 (római számmal: CCLXXXIX) egy természetes szám, négyzetszám és félprím, a 17 négyzete.

## A szám a matematikában
A tízes számrendszerbeli 289-es a kettes számrendszerben 100100001 (289 = 1 · 28 + 1 · 25 + 1 · 20), a nyolcas számrendszerben 441 (289 = 4 · 82 + 4 · 81 + 1 · 80), a tizenhatos számrendszerben 121 (289 = 1 · 162 + 2 · 161 + 2 · 160) alakban írható fel.
A 289 páratlan szám, összetett szám, azon belül négyzetszám és félprím, kanonikus alakban a 172 hatvánnyal, normálalakban a 2,89 · 102 szorzattal írható fel. Három osztója van a természetes számok halmazán, ezek növekvő sorrendben: 1, 17 és 289.
A 289 négyzete 83 521, köbe 24 137 569, négyzetgyöke 17, köbgyöke 6,61149, reciproka 0,0034602. A 289 egység sugarú kör kerülete 1815,84055 egység, területe 262 388,96002 területegység; a 289 egység sugarú gömb térfogata 101 107 212,6 térfogategység.
A 289 helyen az Euler-függvény helyettesítési értéke 272, a Möbius-függvényé 0, a Mertens-függvényé −7.